# Hiroaki Hidaka
Hiroaki Hidaka (日高広明, abril 1962 - 25 de diciembre de 2006) fue un asesino en serie japonés. Asesinó a cuatro prostitutas entre abril y septiembre de 1996 estrangulandolas con su corbata en su taxi. Fue sentenciado a muerte el 9 de febrero de 2000 y ahorcado el 25 de diciembre de 2006.
Hidaka nació en la prefectura de Miyazaki. Originalmente era un excelente estudiante, pero no pudo ingresar a la Universidad de Tsukuba, su  objetivo. Ingresó a la Universidad de Fukuoka en su lugar, pero finalmente se retiró. A menudo pedía prestado dinero, bebía y se iba a prostitutas. En abril de 1989, se mudó a Hiroshima y comenzó a trabajar como taxista.
Hidaka se casó en 1991 y tuvo una hija en 1993, pero su esposa ingresó en un hospital psiquiátrico.